# Orio (famiglia)

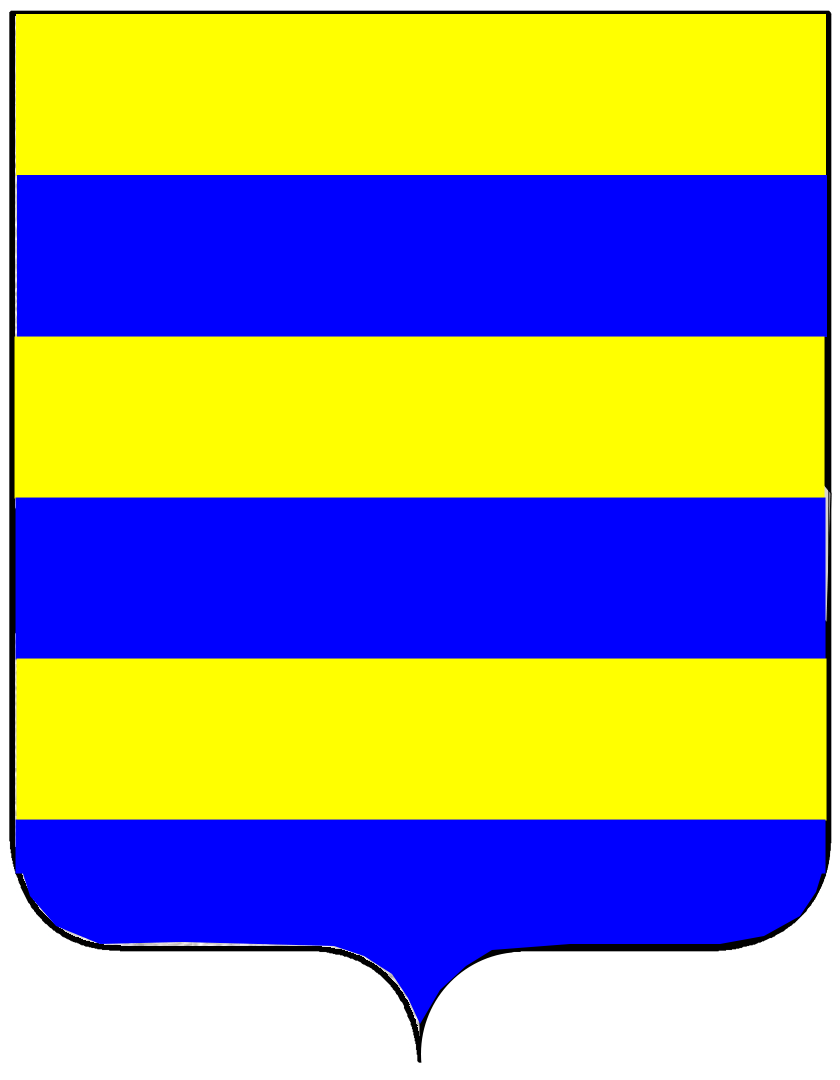
Stemma degli Orio

Gli Orio furono una famiglia patrizia veneziana, annoverata fra le cosiddette Case Nuove.

## Storia
Si ritiene che gli Orio fossero una famiglia rifugiatasi in laguna da Altino all'epoca delle razzie compiute dagli Unni di Attila. Questo casato diede i natali a vari tribuni.
Gli Orio, stibilitisi a Rialto in tempi immemori, donarono successivamente la propria isola allo Stato, permettendo in tal modo la nascita della vera e propria Venezia. Esercente il commercio del pesce sotto sale, questo nobile casato figurava già in seno all'antico Consilium cittadino, ma nel 1297, a seguito della serrata del Maggior Consiglio, una parte della famiglia ne fu estromessa.
Degno di menzione è un certo Marco di Girolamo Orio, che le cronache del tempo riportano come il primo veneziano che riuscì a issarsi sulle mura della fortezza di Cefalonia, all'epoca della conquista veneziana (1499), e a innalzarvi il gonfalone marciano. Altri membri di questa casa si distinsero nei campi militare e diplomatico.
Al 1780, questa famiglia era presente a Venezia con tre membri della Quarantia, e nel 1797, anno della caduta della Serenissima, compariva ancora tra le casate aventi diritto di voto in Maggior Consiglio. Il governo imperiale austriaco, infine, confermò nobili i tre rami della famiglia ancora esistenti nelle province venete del Lombardo-Veneto (Sovrane Risoluzioni datate 1° e 18 dicembre 1817, 1º gennaio e 28 dicembre 1818).

## Membri illustri
- Filippo Orio (XIV secolo), politico veneziano, fu podestà di Ragusa nel 1346.

## Luoghi e architetture
- Palazzo Orio Semitecolo Benzon, a Dorsoduro.